# Ledvice
Město Ledvice (německy Ladowitz) se nachází v okrese Teplice v Ústeckém kraji, zhruba čtyři kilometry severně od Bíliny a sedm kilometrů jihozápadně od Teplic. Žije v něm 538 obyvatel. V blízkosti obce se nachází uhelná elektrárna Ledvice, poblíž obce se tak nachází i úpravna uhlí, odkaliště a Lom Bílina. Severně od obce protéká Ledvický potok.

## Historie
První písemná zmínka o Ledvicích pochází z roku 1209. V Ledvicích byla dne 10. dubna 1881 uvedena do provozu první telefonní linka v Česku, a to mezi správní budovou dolu Georg Hartmann v Ledvicích a nádražní budovou v Duchcově.  V letech 1938 až 1945 byly Ledvice přičleněny (v důsledku uzavření Mnichovské dohody) k nacistickému Německu.
S účinností od 1. prosince 2006 byl 10. listopadu 2006 obci vrácen status města.

## Obyvatelstvo
Při sčítání lidu v roce 1921 zde žilo 4 193 obyvatel (z toho 2 120 mužů), z nichž bylo 2 345 Čechoslováků, 1 732 Němců, čtyři příslušníci jiné národnosti a 112 cizinců. Většina se hlásila k římskokatolické církvi, ale žilo zde také 112 evangelíků, 33 členů církve československé, čtyři židé, 35 členů nezjišťovaných církví a 1 863 lidí bez vyznání. Podle sčítání lidu z roku 1930 mělo město 4 458 obyvatel: 2 516 Čechoslováků, 1 837 Němců, osm příslušníků jiné národnosti a 97 cizinců. Z nich bylo 2 223 lidí římskými katolíky, 123 evangelíky, 66 jich patřilo k církvi československé, tři k izraelské, 29 k jiným nezjišťovaným církvím a 2 014 jich bylo bez vyznání.
|           | 1869 | 1880  | 1890  | 1900  | 1910  | 1921  | 1930  | 1950  | 1961  | 1970 | 1980 | 1991 | 2001 | 2011 |
| --------- | ---- | ----- | ----- | ----- | ----- | ----- | ----- | ----- | ----- | ---- | ---- | ---- | ---- | ---- |
| Obyvatelé | 413  | 1 728 | 3 309 | 4 065 | 4 466 | 4 193 | 4 458 | 2 435 | 2 123 | 657  | 541  | 447  | 529  | 551  |
| Domy      | 60   | 123   | 209   | 250   | 272   | 281   | 379   | 409   | 316   | 134  | 125  | 131  | 131  | 138  |

## Pamětihodnosti
- Zaniklý pomník důlní katastrofy
- Pomník padlým v první a druhé světové válce
- Kostel Nejsvětější Trojice zbořený 8. května 1964

## Osobnosti
- Miroslav Moravec (1905–1942), obchodník a odbojář
- Jaromír Bünter (1930–2015), hokejista